# Agrilus aerosus
Agrilus aerosus es una especie de insecto del género Agrilus, familia Buprestidae, orden Coleoptera.
Fue descrita científicamente por Ganglbauer, 1890.